# Tagbilaran
Tagbilaran is een stad in de Filipijnse provincie Bohol op het gelijknamige eiland. Bij de census van 2015 telde de stad ruim 105 duizend inwoners.

## Geografie

### Bestuurlijke indeling
Tagbilaran is onderverdeeld in de volgende 15 barangays:
| - Bool - Booy - Cabawan - Cogon - Dao - Dampas - Manga - Mansasa | - Poblacion I - Poblacion II - Poblacion III - San Isidro - Taloto - Tiptip - Ubujan |

## Demografie
Tagbilaran City had bij de census van 2015 een inwoneraantal van 105.051 mensen. Dit waren 8.259 mensen (8,5%) meer dan bij de vorige census van 2010. Ten opzichte van de census van 2000 was het aantal inwoners gegroeid met 27.351 mensen (35,2%). De gemiddelde jaarlijkse groei in die periode kwam daarmee uit op 2,00%, hetgeen hoger was dan het landelijk jaarlijks gemiddelde over deze periode (1,84%).

De bevolkingsdichtheid van Tagbilaran City was ten tijde van de laatste census, met 105.051 inwoners op 36,5 km², 2878,1 mensen per km².

## Vervoer

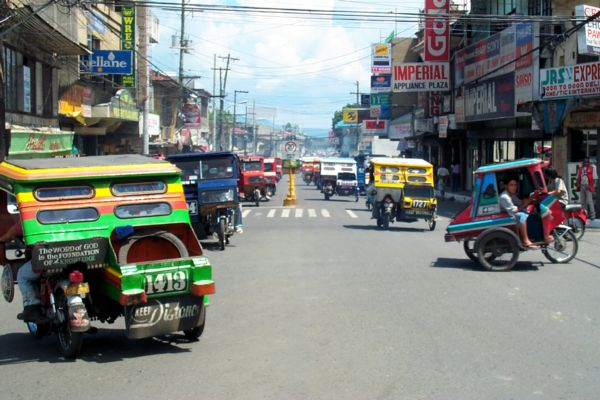
Tricycles op CPG Avenue, Tagbilaran City

Tagbilaran en de provincie Bohol worden ontsloten door Tagbilaran Airport. Cebu Pacific, Philippine Airlines en Zest Airways vliegen dagelijks vanuit Manilla op de luchthaven. Naast de luchthaven heeft de stad ook een haven, waarvandaan veerboten verbindingen met Cebu City en andere havens in het land onderhouden. Het vervoer in de stad gaat voornamelijk met tricycles (gemotoriseerde zijspanmotorfietsen), multicabs (minibusjes), jeepneys, bussen en taxi's. De verbindingen met verdere bestemmingen worden meestal uitgevoerd door multicabs, jeepneys en bussen.

## Geboren in Tagbilaran
- Jose Clarin (14 december 1879), politicus (overleden 1935);
- Juan Torralba (7 maart 1883), politicus (overleden 1961);
- Fermin Torralba (1891), politicus (overleden 1939);
- Cecilio Putong (1 februari 1891), minister van onderwijs (overleden 1980);
- Jacinto C. Borja (31 oktober 1905), politicus en diplomaat (overleden 1969);
- James Cooke Brown (21 juli 1921), Amerikaans science fiction auteur (overleden 2000);
- Jose Abueva (25 mei 1928), universiteitsbestuurder (overleden 2021);
- Napoleon Abueva (26 januari 1930), beeldhouwer;
- Isagani Yambot (16 oktober 1934), journalist en uitgever Philippine Daily Inquirer (overleden 2012);
- Maxelende Ganade (24 november 1937), musicus (overleden 2020)
- Dan Lim (11 februari 1952), politicus;
- Arnold Zamora (10 februari 1961), componist en dirigent;
- Socrates Mesiona (17 december 1963), rooms-katholiek bisschop;
- Rene Relampagos (28 december 1963), politicus;
- Leo Dalmao (1 december 1969), rooms-katholiek bisschop;
- John Geesnell Yap (16 oktober 1977), politicus;
- Erico Aristotle Aumentado (29 december 1977), politicus;
- Czar Amonsot (30 augustus 1985), bokser;
- Anfernee Lopena (11 februari 1994), atleet;
- Mark Magsayo (22 juli 1995), bokser.